# Бунчуковий товариш
Бунчуковий товариш — спочатку третій, згодом найвищий, ранг Значного військового товариства в Гетьманщині XVII—XVIII століть.

## Опис
Перша згадка «бунчукового товариства» датується 1685-м, відколи під бунчук до Самойловича було узято старшин полтавського полку Левенців. Відносно масовим явищем такий протекціонізм став за часів його наступника — Мазепи. Спочатку за статусом посідали третє місце, після військових та значкових товаришів. На відміну від двох останніх рангів, які надавалися за заслуги перед Військом Запорозьким, бунчуковими ставали за вислугу перед власником бунчука — гетьманом. Лише після смерті Скоропадського, «взяття під бунчук» Малоросійською колегією стало помітним і впливовим явищем.
У походах бунчукові товариші перебували під командою генерального бунчужного. Рангом вони вважалися трохи нижчими під полковників і, при потребі, заступали полковників у командуванні полком. Кількість їх не була визначена і цілковито залежала від Гетьмана, який набирав їх із визначніших козацьких родин.

## Привілеї
Привілеї бунчукового товариша, як особи, що перебувала «в особливій гетьманській протекції», полягали в тому, що він звільнявся від місцевого суду і судився в генеральному суді.

## Скасування звання
Після скасування гетьманства титул бунчукового товариша ще залишався певний час для поважніших осіб.